# Баришівський мішок
Бої в районі Бориспіль — Баришівка — Березань стали складовою частиною битви за Київ в 1941 році. Формально вони почалися 20 вересня, коли радянські війська (37-ма армія під командуванням генерал-майора А. А. Власова) залишили столицю УРСР та рубежі Київського укріпленого району (КиУР). Закінчилися бої в оточенні приблизно за тиждень.

## Передумови
Сама оборона КиУР тривала близько 2 місяців. На початку серпня захисникам міста вдалося відбити перший німецький наступ на КиУР з півдня. Тоді в Березань з Києва евакуйовано усі відділи облвиконкому, обкому партії, обкому комсомолу, інші організації. Всі ці установи 16 вересня отримують наказ повернутися до Києва — через зміни в обороні.
Наприкінці серпня піхота 6-ї німецької армії захопила на лівому березі Дніпра плацдарм біля села Окунінове. Таким чином, стик між радянськими 5-ю та 37-ї арміями опинився під загрозою. Після фази позиційної війни 16 вересня німці розпочали другий штурм міста. Однак у ніч з 17 на 18 вересня надійшла радіограма за підписом Сталіна і Шапошнікова з наказом полишити Київ. 18 вересня почалася евакуація. 19-го німецькі сили були в Києві. Людські втрати на цьому етапі становили для Червоної Армії близько 48 000 осіб вбитими, пораненими та полоненими та 14 000 осіб вбитими, пораненими та полоненими для Вермахту.
Наказ про відступ отримали не всі командири укріпдотів по лінії Бірки — Демидів — Гута-Межигірська, хто в умовах безладу встиг переправитися на лівий берег — потрапив в оточення у самому місті.

## Оточення
У велике київське оточення (чотирикутник Київ — Чернігів — Лохвиця — Черкаси з цілою низкою окремих оточень) потрапили частини 5-ї, 21-ї, 26-ї, 38-ї, 37-ї армій, Пінської флотилії. У Баришівський мішок потрапила 37-ма армія, Пінська флотилія та окремі дезорганізовані частини сусідніх 5-ї та 26-ї армій. Безпосередньо супротивником військ Власова стала німецька 6-та польова армія у складі 18 дивізій, тилових частин та частин посилення, яка охопила у кільце Київ по лінії Остер — Яготин — Переяслав.
22 вересня ворог атакою з півночі захопив Бориспіль, де було дуже багато складів армійського та фронтового підпорядкування. Напрямком на Борщів відходили піші колони червоноармійців та біженців та тисячі машин, що рухалися майже зі швидкістю пішохода. За Борщевом радянські сили були притиснуті до болота, серед керівників — перший секретар Київського обкому Михайло Мішин, міськкому Костюк, генерал Павло Артеменко. Відступаючі почали будувати міст через болото, німецькі літаки його розбили.
На жаль, під час відходу з Києва, в перші ж 1-2 дні, радянське керівництво втратило управління військами. Війська розпадалися на окремі бойові загони та групи, що проривалися з мішка у загальному напрямку вздовж залізниці на Полтаву або через Переяслав. Жорстокі бої точилися за Баришівку, точніше за змогу прорватися на схід через залізничну станцію та міст через р. Трубіж. Також дуже вперті спроби прориву радянських військ були біля Березані та західніше Яготина, куди — частково потягами, частково форсованими пішими маршами — прорвалося до 1—2 дивізій 37-ї армії. У Селичівці загинули матроси Пінської флотилії.
Деякі загони намагалися вийти з оточення через Переяслав. До таких належали і 227-й конвойний полк військ НКВС та 34-й окремий батальйон військ НКВС. Разом із регулярними червоноармійськими частинами в оточенні знаходилися також і київські партизанські, винищувальні загони та ополченці.
Один із таких загонів з лівобережного села Вигурівщина силою до 170 осіб під керівництвом Г. Н. Кузьменко та А. М. Світличного наприкінці вересня знищили близько 60 німців, 2 танки (скоріш за все штурмових артилерійських самохідних установок, які були у складі 6-ї армії), 9 автомобілів, а також під час двох окремих операцій біля Борисполя та Дарниці визволили 1900 радянських військовополонених. Залишки 5-ї та 21-ї армії потрапили в оточення та були розсіяні під Пирятином, 26-ї — під Оржицею.
Михайло Мішин з іншими потрапив до полону та розстріляний, похований у Черевках. Хоча офіційно битва за Київ вже закінчилася, постріли в трубізських плавнях, сусідніх селах та лісах лунали до перших днів жовтня (про це говорить і Журнал бойових дій Вермахту). Наприклад, 14 жовтня 1941 року група офіцерів штабу армії на чолі з генерал-майором Добросердовим К. Л., який обіймав посаду начальника штабу 37-ї армії, була блокована недалеко від Березані німецькими військами при спробі прорватися з оточення і після бою захоплена у полон. Сам командувач армії А. А. Власов намагався до останнього тримати дисципліну та збирати кожен день наради командирів у своєму бойовому загоні, який в останні дні вересня перебував у болотах на р. Трубіж приблизно між селами Гланишів — Пристроми.
На початку жовтня загін вирушив на схід із метою виходу з оточення. Про це згадував начальник штаба київського бронепотяга «Літер А» та майбутній Герой Радянського Союзу, лейтенант Ареф'єв К. А., який був у цьому загоні. Власову тоді пощастило вийти до своїх. Загалом із 13 командирів дивізій, які були у складі армії, приблизно половина змогла прорватися з мішка. За німецькими даними 6-та польова армія в період 11—26 вересня захопила 212 355 радянських полонених, знищила або захопила 74 танки, 697 польових гармат та 131 протитанкову гармату. Деяка частина з цієї кількості полонених — військовослужбовці зі складу 5-ї, 26-ї армії, тилових частин, які безпосередньо підпорядковувалися штабу Південно-Західного фронту та дислокувалися на ділянці 37-ї армії, «підозрілі цивільні особи» (чоловіки призовного віку). Але все ж більша частина — то були полонені зі складу розбитої 37-ї армії та члени парамілітарних формувань (ополчення тощо), що брали участь в обороні Києва та КиУР.
37-ма армія першого формування разом з іншими військами Південно-Західного фронту відтягнула в оборонних боях значні гітлерівські сили груп армій «Центр» та «Південь», цим самим затримавши наступ німецьких військ у московському напрямку.
Частина відступаючих з боями проривалася на Чернігівщину через Малий Крупіль і Басанський ліс. У ті дні там, на північному фасі мішка, загинув партизанський загін «Перемога або смерть!», сформований ще у липні зі 150 робітників київського заводу «Арсенал» під керівництвом С. П. Осєчкина та комісара Г. П. Карнауха.

## Післямова
На мапах пошуковиків Баришівський мішок з'являється лише зі зламом 1980—1990 років.
Не менше 200 радянських бійців поховані в Борщеві, у Веселинівці — 150. У червні 2015 року пошуковці віднайшли та перепоховали останки 24 червоноармійців, що загинули у Баришівському районі. У червні 2016 року останки 21 воїна-червоноармійця, що загинули 1941-го біля Березані, перепоховано у братській могилі біля меморіалу «Баришівський мішок» (інша назва «Атакуючий солдат») (село Борщів).